# Czytelnik
Czytelnik (în poloneză Wydawnictwo „Czytelnik”) este o editură din Polonia. A fost înființată în 1944 în spatele liniei frontului sovietic sub denumirea Spółdzielnia Wydawnicza „Czytelnik” (Cooperativa editorială „Czytelnik”). În prezent, ea este cea mai veche editură apărută în Polonia după cel de-al Doilea Război Mondial. Cuvântul czytelnik înseamnă „cititor” în limba poloneză.
Destinată a fi situată la Varșovia după retragerea trupelor germane naziste, editura a avut temporar sediul în orașele Lublin și Łódź. În iulie 1945 sediul editurii a fost mutat la Varșovia. Inițial, Czytelnik a publicat ziare, reviste și cărți. Începând din 1951 activitatea de tipărire a ziarelor și revistelor a fost transferată Cooperativei editoriale muncitorești „Prasa” („Presa”), care a fost reorganizată și s-a extins foarte mult în 1973, devenind monopolul Prasa-Książka-Ruch („Mișcarea-Carte-Presă”) finanțat de Partidul Muncitoresc Unit Polonez până la sfârșitul regimului comunist.
În perioada 1945-1948 editura s-a aflat sub influența scriitorului și activistului comunist stalinist Jerzy Borejsza și a fost de facto un monopol editorial în Polonia Comunistă, care a fost descris de Czesław Miłosz ca „statul în stat personal (al lui Borejsza -n.n.) pentru cărți și presă”. Borejsza a fost eliminat de la conducerea editurii odată cu înlăturarea lui Władysław Gomułka din fruntea partidului în 1948, ca parte a campaniei sovietice împotriva „deviației naționaliste” a Partidului Muncitoresc Polonez.

## Directori
- 1944: Jerzy Borejsza
- 1948: Jerzy Pański
- 1952: Jan Stefczyk
- 1955: Ludwik Kasiński
- 1975: Stanisław Bębenek
- 1989: Wacław Sadkowski
- 1990: Jerzy S. Sito
- 1991: Stefan Bratkowski
- 1992: Marek Bogucki
- 1994: Włodzimierz Michalak
- 1995: Marek Żakowski[2]